# Szlovák férfi vízilabda-válogatott
A szlovák férfi vízilabda-válogatott Szlovákia nemzeti csapata, amelyet a Szlovák Vízilabda-szövetség (szlovákul: Slovenský zväz vodného póla) irányít. 
Egészen 1993-ig a Csehszlovák válogatott tagjaként szerepeltek a vízilabda világversenyeken. Legjobb eredményük egy 8. hely a 2003-as világbajnokságon és egy 7. hely a 2003-as Európa-bajnokságon.

## Eredmények

### Olimpiai játékok
| - 1996 — Nem jutott be - 2000 — 12. hely - 2004 — Nem jutott be - 2008 — Nem jutott be - 2012 — Nem jutott be - 2016 — Nem jutott be - 2020 — Nem jutott be - 2024 — Nem jutott be |

### Világbajnokság
- 1994: Nem jutott be
- 1998: 10. hely
- 2001: 11. hely
- 2003: 8. hely
- 2005: Nem jutott be
- 2007: Nem jutott be
- 2009: Nem jutott be
- 2011: Nem jutott be

### Európa-bajnokság
- 1995: Nem jutott be
- 1997: 8. hely
- 1999: 10. hely
- 2001: 8. hely
- 2003: 7. hely
- 2006: 11. hely
- 2008: 12. hely
- 2010: Nem jutott be
- 2012: Nem jutott be
- 2014: Nem jutott be
- 2016: 13. hely
- 2018: 14. hely
- 2020: 14. hely
- 2022: 15. hely
- 2024: 13. hely